# 山後美奈子
山後 美奈子（さんご みなこ、2月21日 - ）は、秋田放送のディレクター、元アナウンサー。
秋田県秋田市出身。旧姓：大沢（おおさわ）。夫は同じく秋田放送社員（1987年当時は報道部所属）。結婚後も1989年までは大沢姓で活動していた。
アナウンサー時代にはラジオ番組『ABSどんぱんワイド80分』や『あさ採りワイド秋田便』『ABSおはようワイド』『ヤスオとミナコのナマナマ歌謡曲』『まっぴる御免! 歌謡りくうえすと』などのパーソナリティを務めていた。また、2004年には『歌のない歌謡曲』のパーソナリティを務めていた。
『ABSどんぱんワイド80分』のパーソナリティー時代には「五城目のトメさん」のナレーションも務め秋田県民を笑いの渦にまきこみ話題を呼んだ。